# Grabowiec (gmina Bobowo)
Grabowiec (kaszb. Grabòwc) – wieś kociewska w Polsce, położona w województwie pomorskim, w powiecie starogardzkim, w gminie Bobowo.
W latach 1975–1998 miejscowość należała administracyjnie do województwa gdańskiego.